# Röste

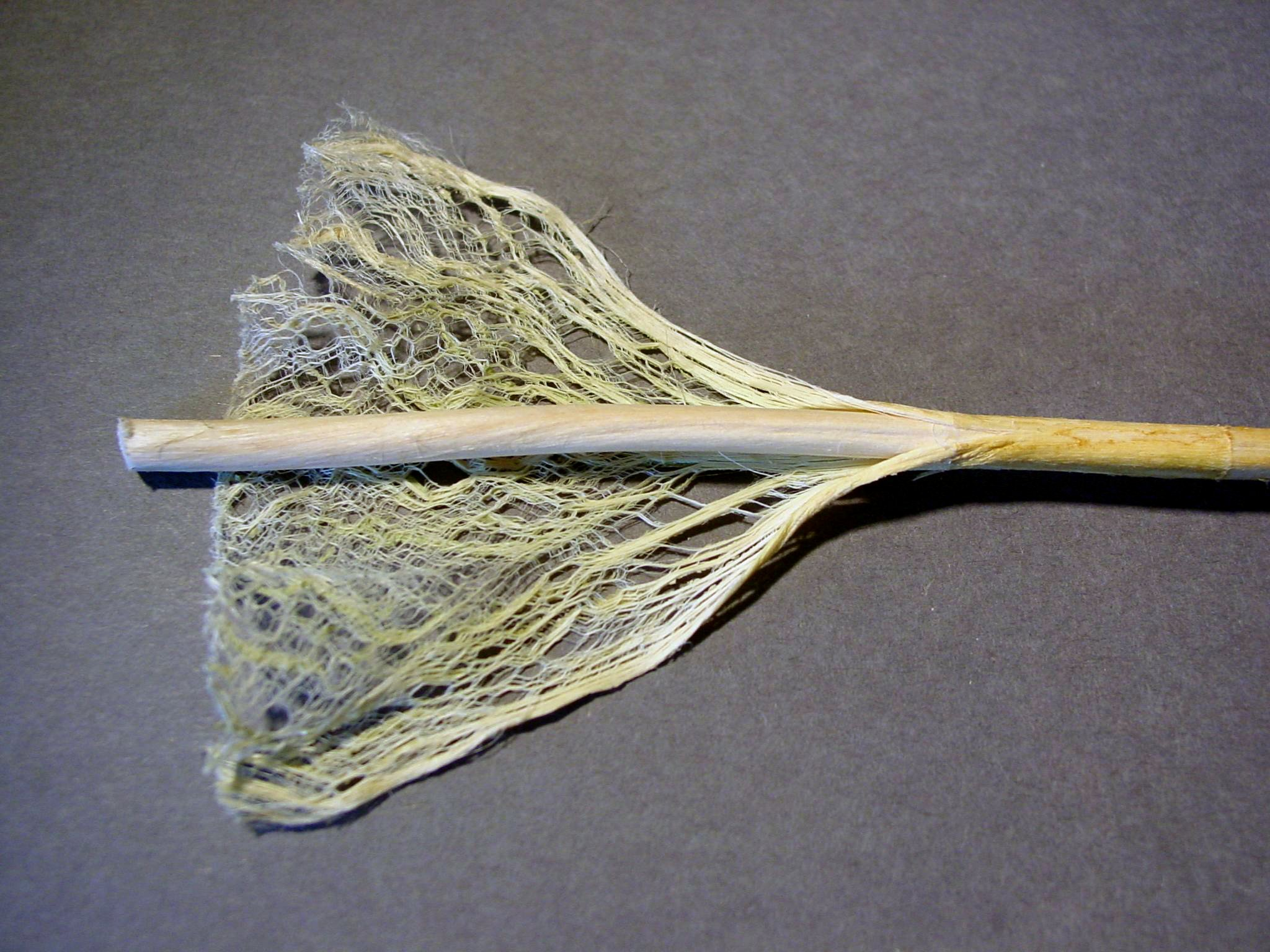
Hanfstängel mit Fasern und holzigem Innenbereich

Als Rösten oder auch Rotten (früher Röthen oder Rätze) bezeichnet man einen der Arbeitsgänge zum Gewinnen von Pflanzenfasern beim Nutzhanf, Flachs, Jute und anderen Bastfaserpflanzen durch den Faseraufschluss. Beim Röstprozess werden die Pektine im Pflanzenstängel aufgelöst. Dieser ‚Pflanzenleim‘ verbindet die Zellulosefasern der Pflanze. In anschließenden Prozessen (Brechen, Schwingen, Hecheln) werden gröbere Fasern mechanisch in feinere aufgetrennt.
Das Wort Rösten hat seinen Ursprung in rotten, d. h. verfaulen, ‚rot‘ werden (Rot bezeichnete ursprünglich einen eher bräunlichen Farbton). Der Prozess gibt den Fasern die typische graubraune bis flachsblonde Farbe, während ungerösteter Flachs (Grünflachs) gelblich wird und schlechter verarbeitet werden kann.

## Biologische Röste

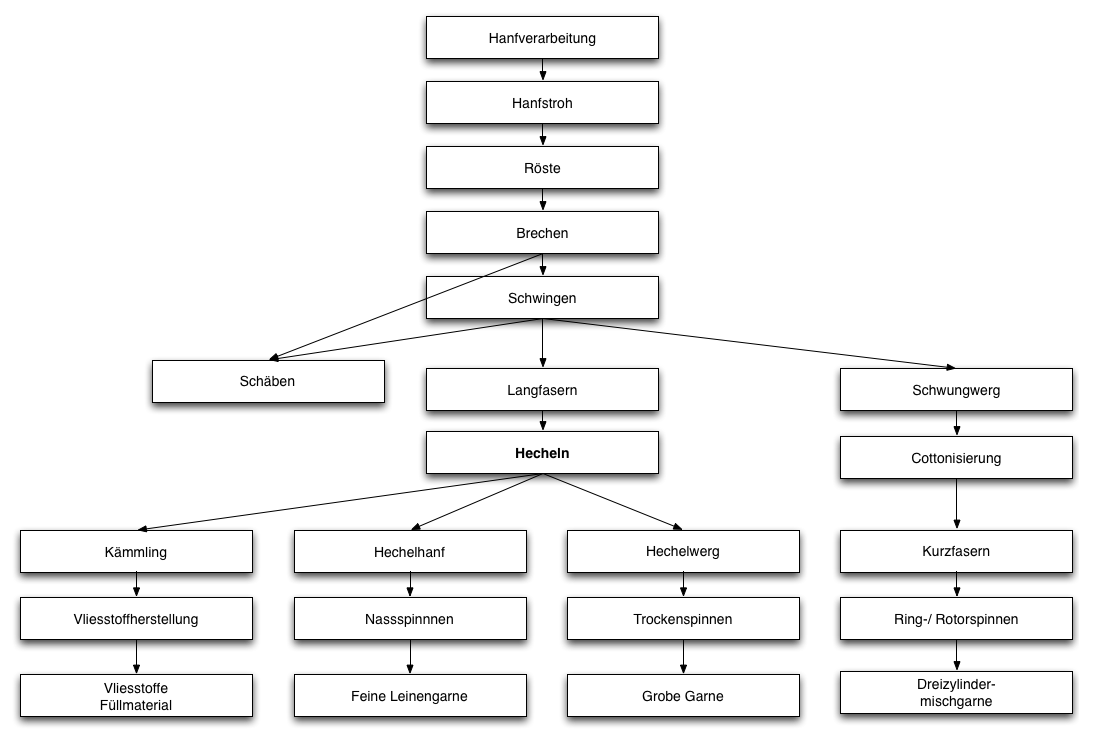
Die Röste als Schritt bei der textilen Aufbereitung von Hanffasern.

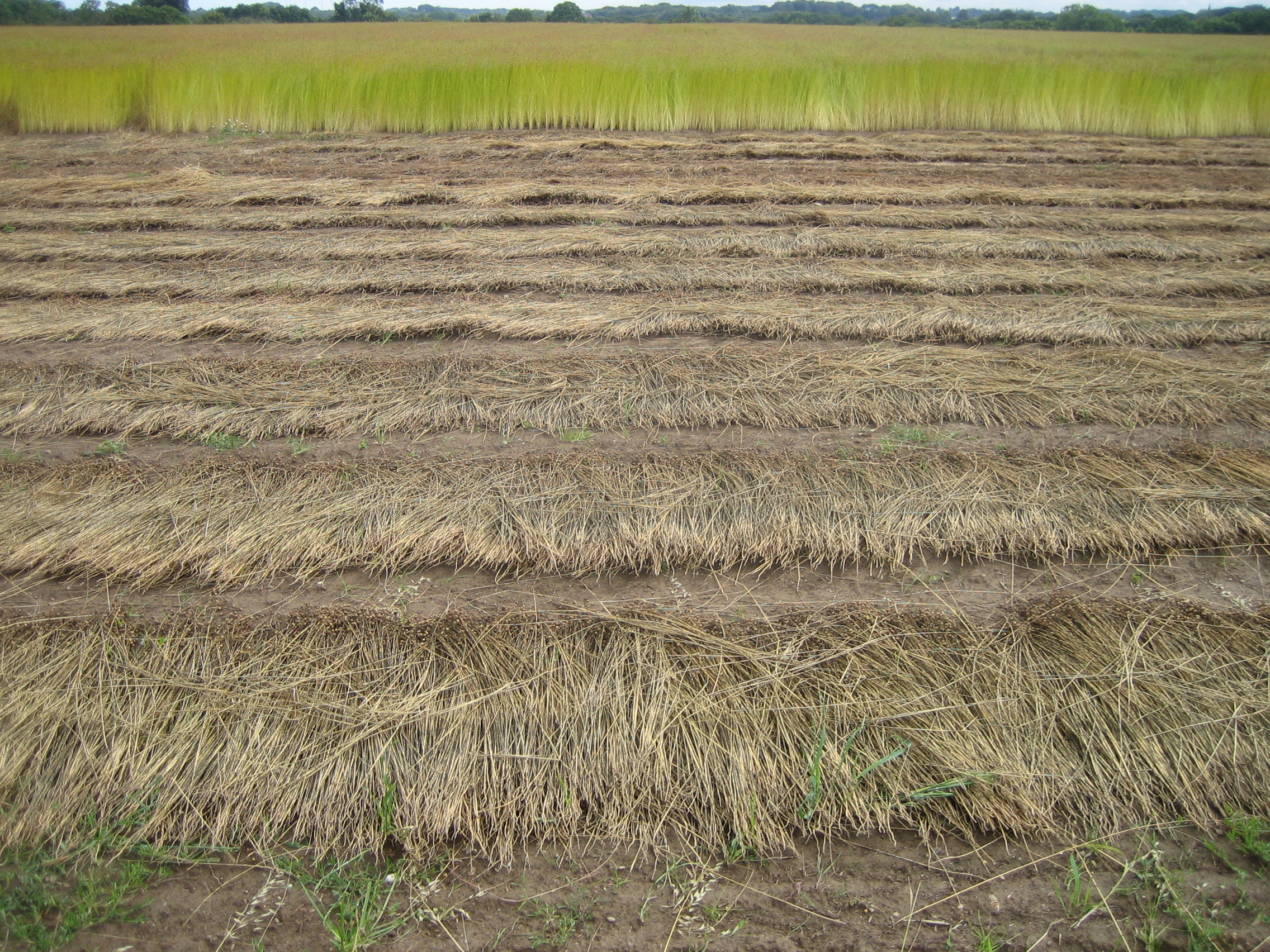
Tauröste in Frankreich.

Bei der Tauröste, auch Feldröste genannt, werden die geschnittenen oder gerauften Pflanzenstängel auf dem Feld oder einer Wiese ausgelegt. Die Taubildung begünstigt die Entwicklung von Mikroorganismen (vor allem Bakterien), die die Pektine auflösen. Dieser Vorgang dauert mehrere Wochen. Er ist ökologisch günstig, da die ausgelösten Bestandteile in den Boden übergehen und bei einer erneuten Bepflanzung des Feldes weniger gedüngt werden muss. Die Tauröste ist aber ebenso risikoreich, da die gesamte Faser-Ernte durch übermäßigen Regenfall zerstört werden kann. Trotz allem ist sie das wichtigste Verfahren bei der Produktion von Flachsfasern (Leinen).

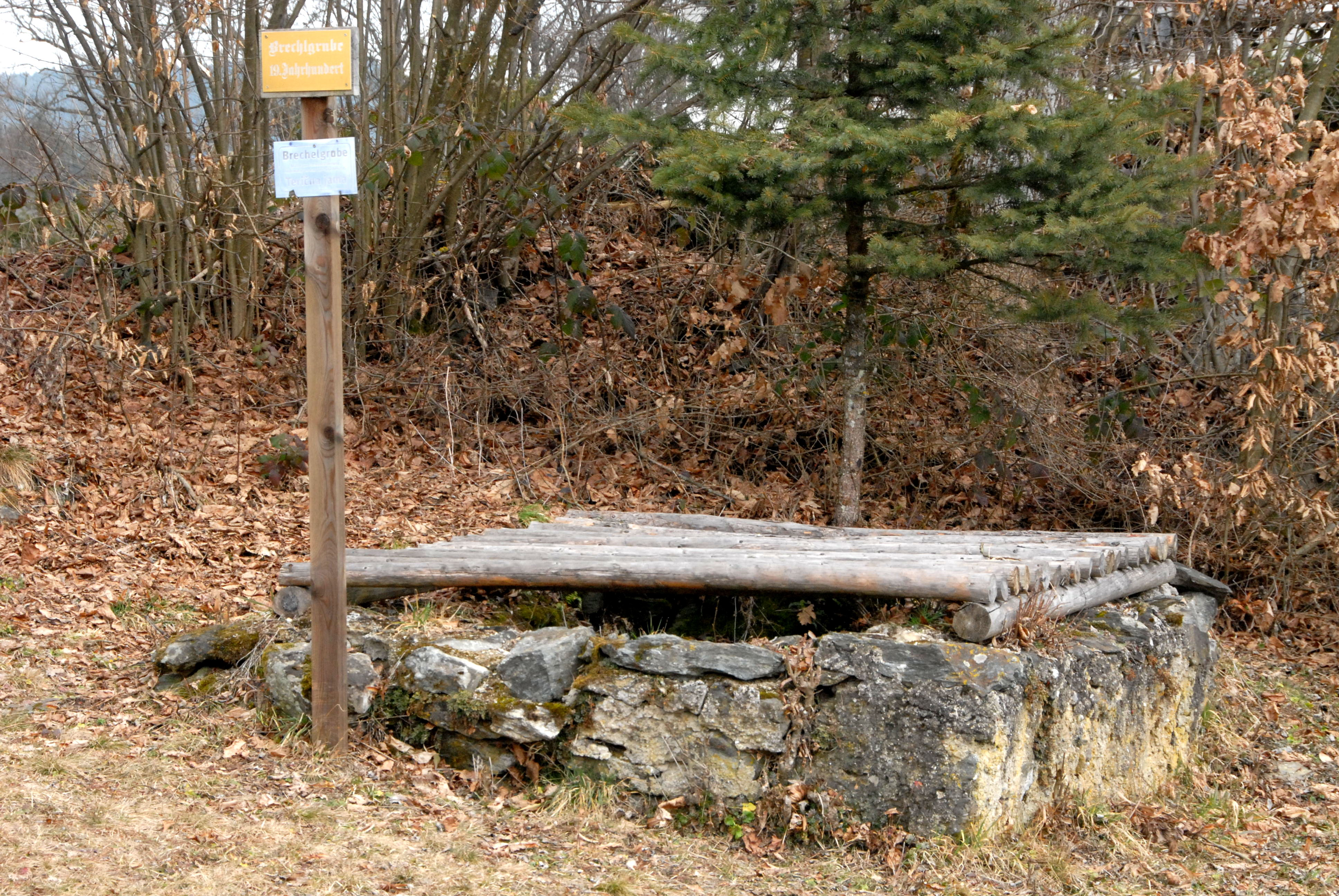
Brechlgrube (zur kaltröste) in St. Nikolai bei Keutschach

Die Wasserröste wird in offenen Gewässern, in Wasserbecken (Flachsrotte) oder Tanks durchgeführt. Die Pflanzen liegen dabei entweder mehrere Tage in warmem Wasser (Warmwasserröste) oder zwei bis drei Wochen in kaltem Wasser (Kaltwasserröste). Diese Form der Röste belastet stärker die Gewässer, ist aber wegen des geringeren Zeitaufwandes oft wirtschaftlicher.

## Chemische Röste
Bei der chemischen Röste wird das Pektin unter Zuhilfenahme von Chemikalien und unter Hitzeeinwirkung gelöst. Eingesetzt werden hierfür z. B. Schwefelsäure, Natriumhydroxid oder Chlorkalk. Das Verfahren ist äußerst schnell (halbe Stunde im Vergleich zu mehreren Tagen bei der Warmwasserröste) und gut zu kontrollieren. Allerdings ist es sehr kostenintensiv und die Fasern werden dabei stark beansprucht. Daher konnte sich dieses Verfahren bisher nicht durchsetzen.

## Physikalischer Aufschluss
Neben der biologischen und der chemischen Röste besteht auch die Möglichkeit, die Fasern physikalisch durch einen Dampfdruckaufschluss (steam explosion) oder durch einen Aufschluss mittels Ultraschall zu vereinzeln.